# لیناو
لیناو (به آلمانی: Linau) یک شهر در آلمان است که در هرتسوگتوم لاونبورگ واقع شده‌است.
 لیناو  ۱٬۱۷۲ نفر جمعیت دارد.